# 連庭瑋
連庭瑋，台灣棒球教練、前棒球員，守備位置為投手和捕手。高中就讀台灣宜蘭縣私立中道高級中學，並加入棒球校隊。畢業後以特招入學中國大陸北方工業大學，在校期間於2017年及2018年份助校隊贏得海峽兩岸學生棒球聯賽大學甲組冠軍。

## 生平
連庭瑋高中時就讀台灣宜蘭縣私立中道高級中學，並加入棒球校隊，守備位置為投手和捕手。高中畢業後，原先連庭瑋意欲考入台北市立體育學院，未得錄取。後來連庭瑋得知中國大陸北方工業大學以特招延攬台灣棒球留學生，便前去嘗試，因此成為首批赴陸留學的八位台灣棒球留學生之一。
就讀北方工業大學期間，連庭瑋隨校隊在中國棒球聯賽挑戰賽獲得第三名，不乏贏過中國大陸準職業隊伍。此外，也在2017年及2018年份助校隊贏得海峽兩岸學生棒球聯賽大學甲組冠軍。連庭瑋個人則在2017年起由時任北工大總教練江仲豪介紹至同啟新星棒球俱樂部兼職教球，大學畢業後亦持續於該俱樂部任職，並執教於與俱樂部有合作關係的北京理工大學附屬小學棒球隊。